# Nextera
Nextera is een onafhankelijk Tsjechisch platenlabel voor dance, ambient en elektronische muziek. Op het gebied van ambient en sounddesign heeft het baanbrekend werk verricht. Het label werd in 1989 opgericht door Kristian Kotarac en is gevestigd in Praag. Artiesten die op het label uitkwamen zijn onder meer Clock DVA, The Hafler trio, Lustmord, Oöphoi, Steve Roach en Klaus Wiese. Het is het enige Tsjechische label dat internationale musici vertegenwoordigt en uitbrengt.